# Rand Peak
Der Rand Peak ist ein markanter und 1510 m hoher Berg im Australischen Antarktis-Territorium. Er ragt im südlichen Teil der Nebraska Peaks der Britannia Range auf.
Das Advisory Committee on Antarctic Names benannte den Berg im Jahr 2000 nach dem US-amerikanischen Geophysiker John H. Rand vom Cold Regions Research and Engineering Laboratory in Hanover, New Hampshire, der von 1974 bis 1975 und von 1976 bis 1977 an der Eisbohrung J-9 des Ross-Schelfeis-Projekts im United States Antarctic Research Program bei 82° 22′ S, 168° 40′ O beteiligt war.